# Анна Удич
Анна Удич (пол. Anna Udycz; нар. 7 грудня 1963, Мястко) — польська дзюдоїстка і борчиня вільного стилю, чемпіонка та срібна призерка чемпіонатів Європи.

## Життєпис
Спочатку вона займалася дзюдо. Вона виграла чемпіонат Польщі серед дорослих в 1987 році, здобула срібну медаль у 1982 році та бронзові нагороди в 1983, 1984, 1993 та 1994 роках.
Боротьбою почала займатися з 1993 року. Вона була чемпіонкою Польщі у 1993 та 1994 роках у ваговій категорії до 65 кг, у 1995 та 1996 роках — до 61 кг, у 1997, 1998 та 1999 роках — до 68 кг та срібною призеркою у 2001 році — до 68 кг.
Виступала за спортивний клуб «Гвардія» Варшава. Тренер — Кшиштоф Войтовіц.
У 1997 році вона закінчила факультет фізичної культури в Ґожуві-Велькопольському.

## Спортивні результати на міжнародних змаганнях

### Виступи на Чемпіонатах світу
| Змагання                        | Збірна | Вагова категорія          | Місце |
| ------------------------------- | ------ | ------------------------- | ----- |
| Чемпіонат світу з боротьби 1995 | Польща | жіноча боротьба, до 61 кг | 5     |
| Чемпіонат світу з боротьби 1996 | Польща | жіноча боротьба, до 61 кг | 6     |
| Чемпіонат світу з боротьби 1997 | Польща | жіноча боротьба, до 68 кг | 11    |
| Чемпіонат світу з боротьби 1998 | Польща | жіноча боротьба, до 62 кг | 10    |

### Виступи на Чемпіонатах Європи
| Змагання                         | Збірна | Вагова категорія          | Місце  |
| -------------------------------- | ------ | ------------------------- | ------ |
| Чемпіонат Європи з боротьби 1996 | Польща | жіноча боротьба, до 61 кг | Срібло |
| Чемпіонат Європи з боротьби 1997 | Польща | жіноча боротьба, до 68 кг | Золото |